# الگاو
الگاو (به آلمانی: Ellgau) یک شهر در آلمان است که در آوگسبورگ واقع شده‌است.